# Knaj
Knaj – przysiółek wsi Drogomyśl w Polsce, w województwie śląskim, w powiecie cieszyńskim, w gminie Strumień. 
Położony jest nad rzeką Knajką a od centrum Drogomyśla oddziela je rzeka Wisła.

## Historia
Osada została zapoczątkowana jako folwark, wzmiankowany w 1722: zum vorwerg Knay. Nazwa przysiółka, potoku Knajka jak i pobliskiego lasu Knajski Las, wywodzą się od słowa knieja, oznaczającego dziki, gęsty las.
W 1735 miejscowość Knaj przyłączono do rzymskokatolickiej parafii św. Anny w Pruchnej.
Według austriackiego spisu ludności z 1900 w 26 budynkach w Knaju w gminie Drogomyśl mieszkało 220 osób, z czego wszyscy byli polskojęzyczni, 88 (40%) mieszkańców było katolikami, 127 (57,7%) ewangelikami a 5 (2,3%) wyznawcami judaizmu. Do 1910 roku liczba mieszkańców spadła do 204, z czego 199 (97,5%) było polsko- a 5 (2,5%) niemieckojęzycznymi, zaś według wyznania 80 (39,2%) było katolikami, 121 (59,3%) ewangelikami a 3 (1,5%) żydami.
Po zakończeniu I wojny światowej region stał się punktem sporu pomiędzy Polską i Czechosłowacją. Pod koniec wojny polsko-czechosłowackiej wojska czechosłowackie zdobyły lewobrzeżne części wsi Drogomyśla Baranowice i Knaj osiągając linię Wisły.
W latach 1975–1998 przysiółek położony był w województwie bielskim.